# جون والتر جريجوري
البروفيسور جون والتر جريجوري (يناير 1864 - 2 يونيو 1932)، جيولوجي ومستكشف بريطاني، اشتهر بشكل أساسي بعمله في الجيولوجيا الجليدية وجغرافيا وجيولوجيا أستراليا وشرق إفريقيا. أطلق أسمه على «صدع جريجوري [الإنجليزية]» تكريما له.

## النشأة
ولد غريغوري في مقاطعة بو [الإنجليزية] في لندن، كان الابن الوحيد لتاجر الصوف جون جيمس جريجوري وزوجته جين ني لويس. تلقى تعليمه في مدرسة ستيبني النحوية، وفي سن الخامسة عشرة بدأ العمل كموظف في مبيعات الصوف في لندن. حرصًا على مواصلة تعليمه أخذ دروسًا مسائية في معهد بيركبيك الأدبي والعلمي (يسمى اليوم معهد بيركبيك، جامعة لندن). التحق بالجامعة عام 1886، وحصل على درجة البكالوريوس مع مرتبة الشرف الأولى في عام 1891 ودكتوراه في العلوم عام 1893. في عام 1887 تم تعيينه مساعدًا في القسم الجيولوجي بمتحف التاريخ الطبيعي بلندن.

## وفاته
في يناير 1932، انطلق غريغوري في رحلة استكشافية إلى أمريكا الجنوبية لاستكشاف ودراسة مراكز البراكين والزلازل في جبال الأنديز. قامت البعثة، التي رعتها الجمعية الجغرافية الملكية في لندن، بأول رحلة جيولوجية لجبال الأنديز الوسطى في بيرو. انقلب قاربه وغرق في نهر أوروبامبا في جنوب بيرو في 2 يونيو 1932. ومن بين الذين رافقوه في هذه الرحلة الدبلوماسي والفنان والمؤلف فيكتور كوفرلي برايس الذي وثق الرحلة الاستكشافية على نطاق واسع. كان كوفرلي مبحرًا في زورق غريغوري ونجا من الموت بأعجوبة عندما انقلب وكتب لاحقًا عن الحملة في سيرته الذاتية وللجمعية الجغرافية الملكية.